# Crematogaster atkinsoni
Crematogaster atkinsoni är en myrart som beskrevs av Wheeler 1919. Crematogaster atkinsoni ingår i släktet Crematogaster och familjen myror. Inga underarter finns listade i Catalogue of Life.

## Bildgalleri

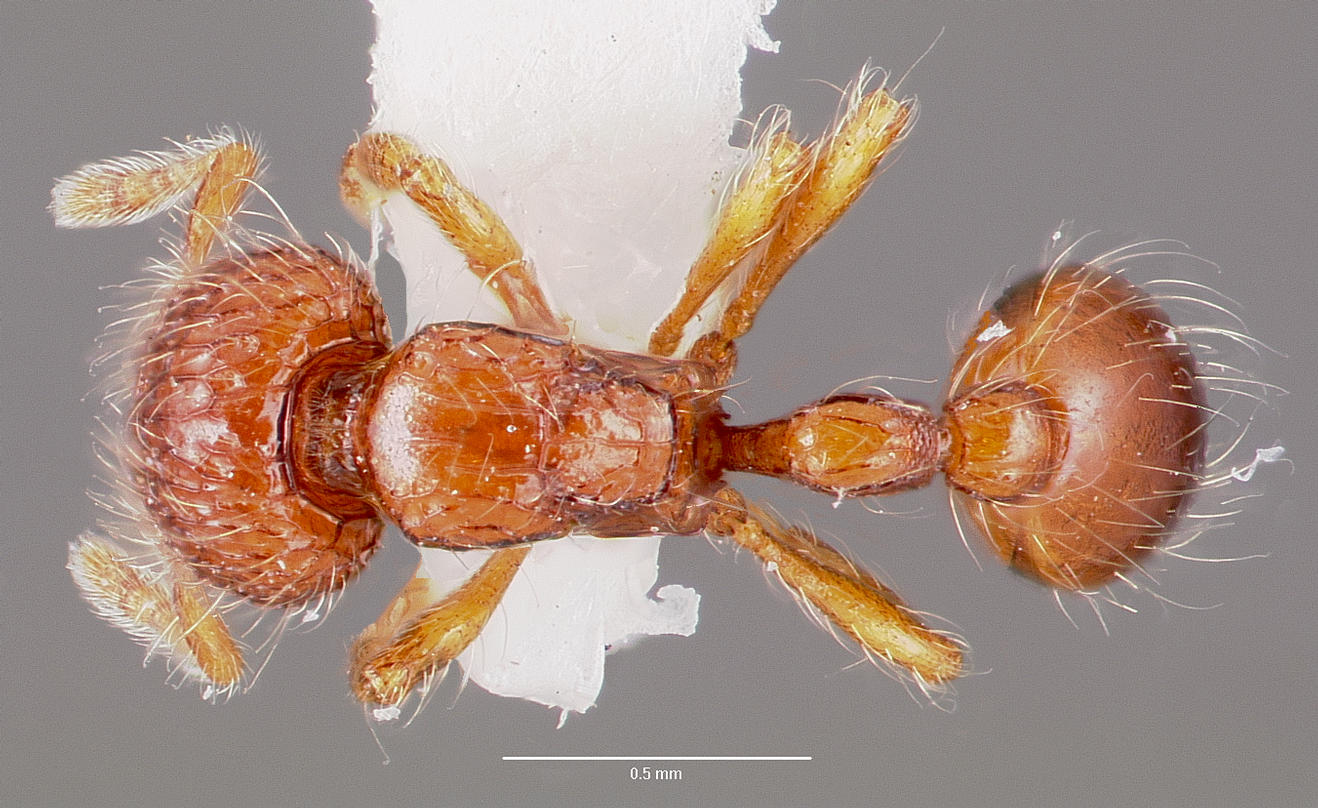
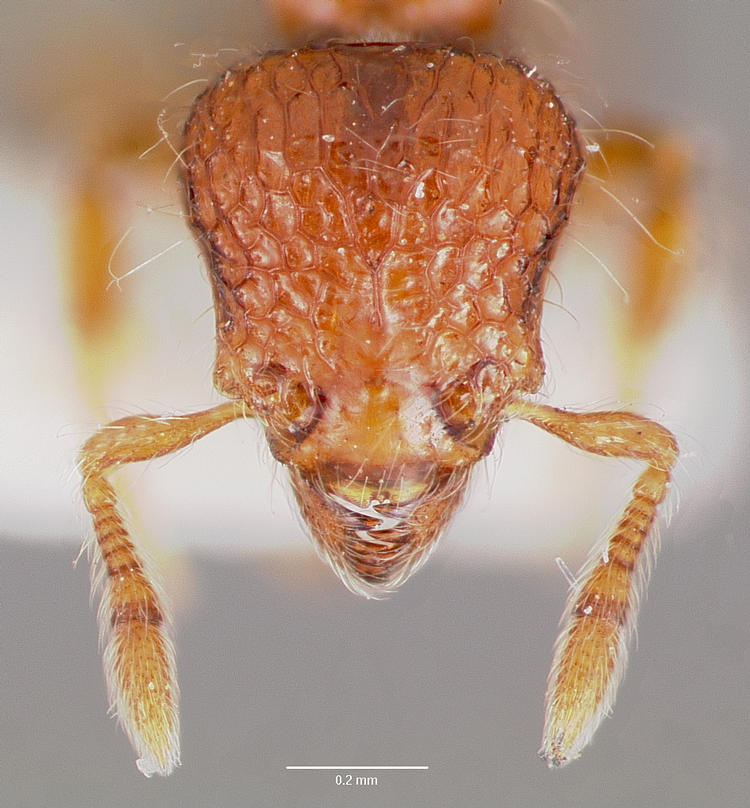
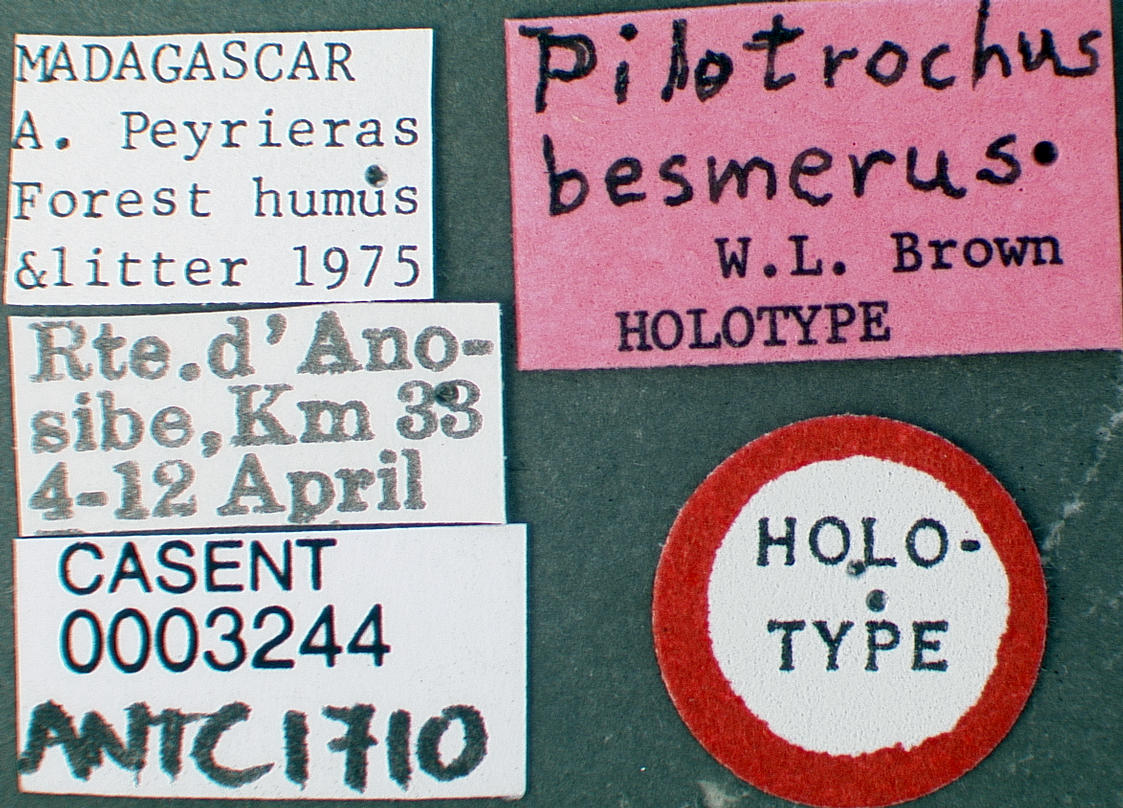
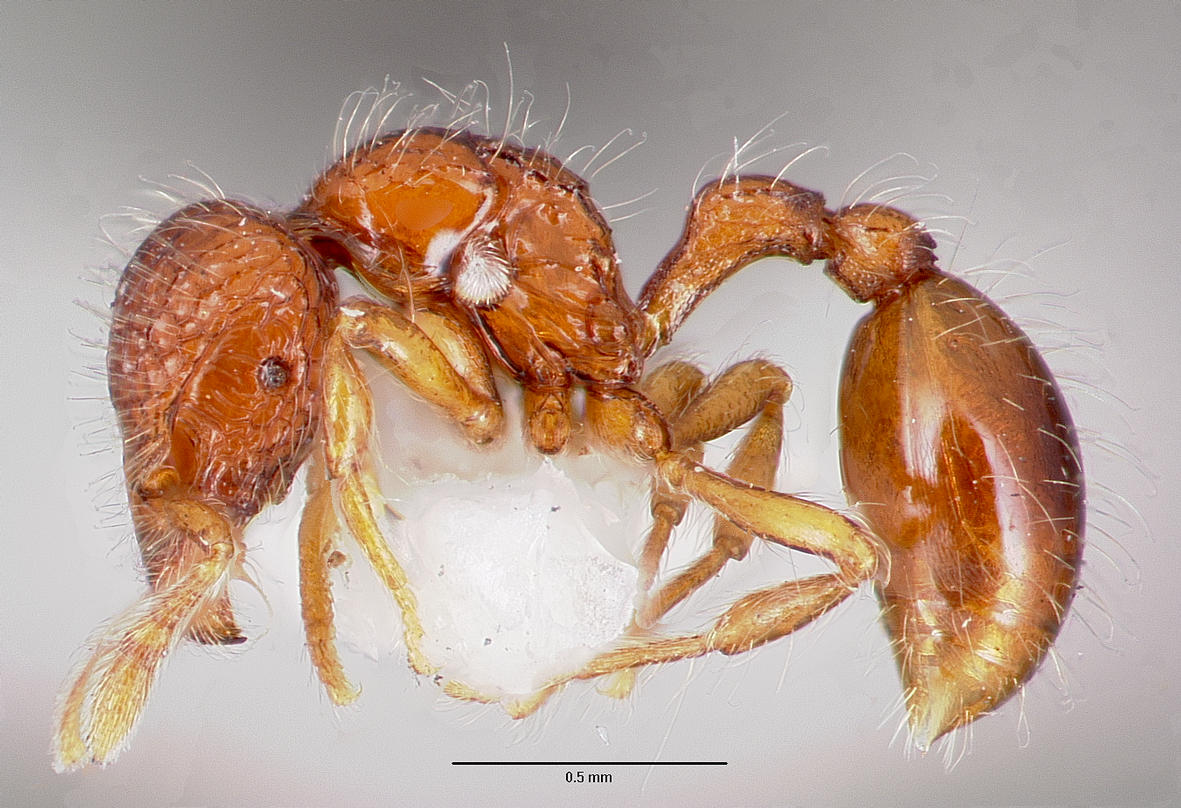
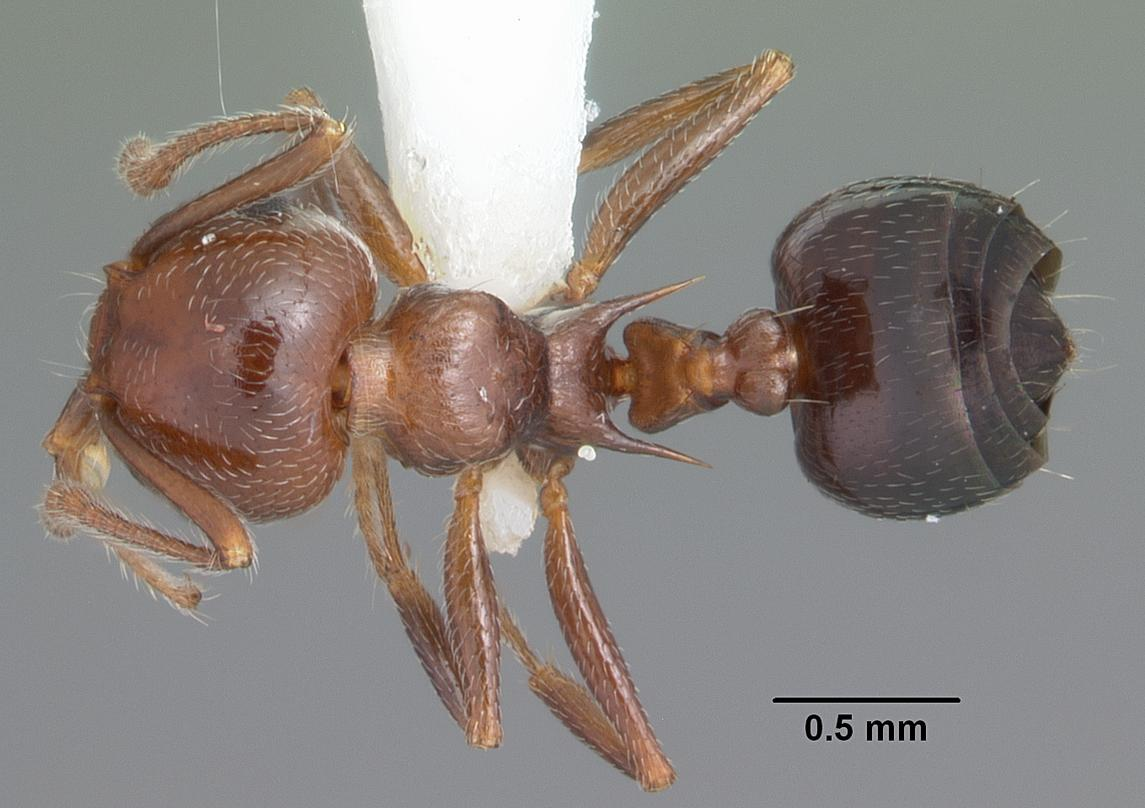
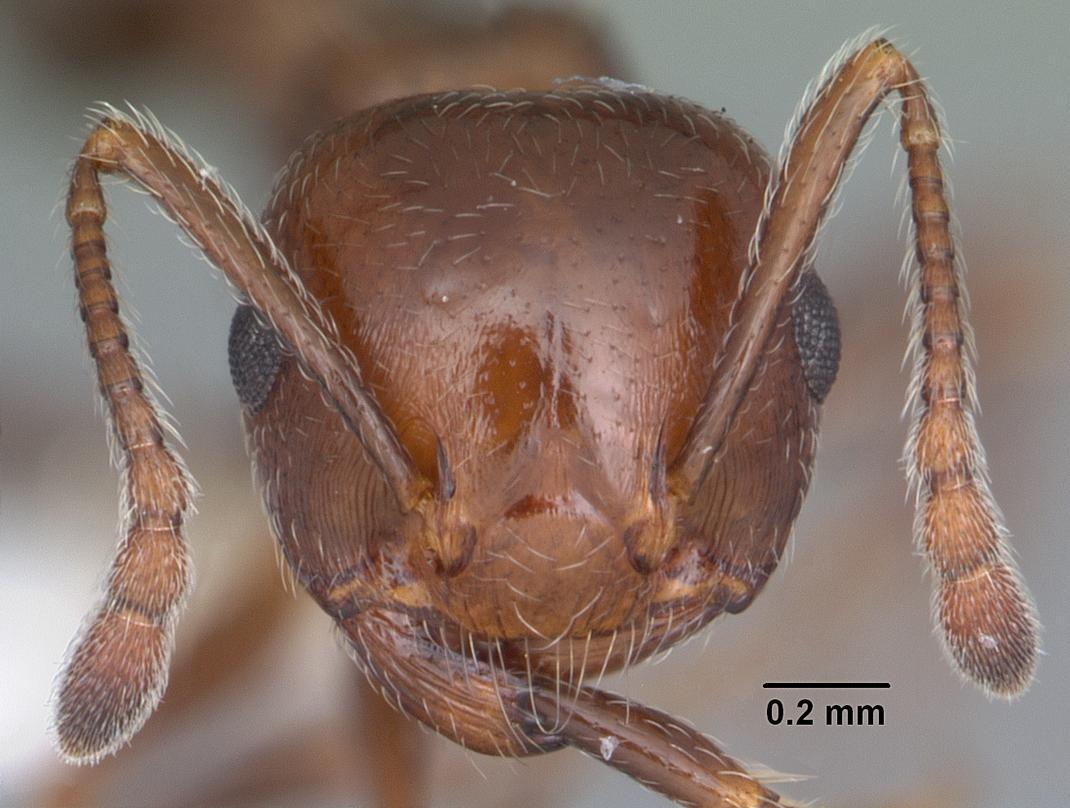